# Popelín

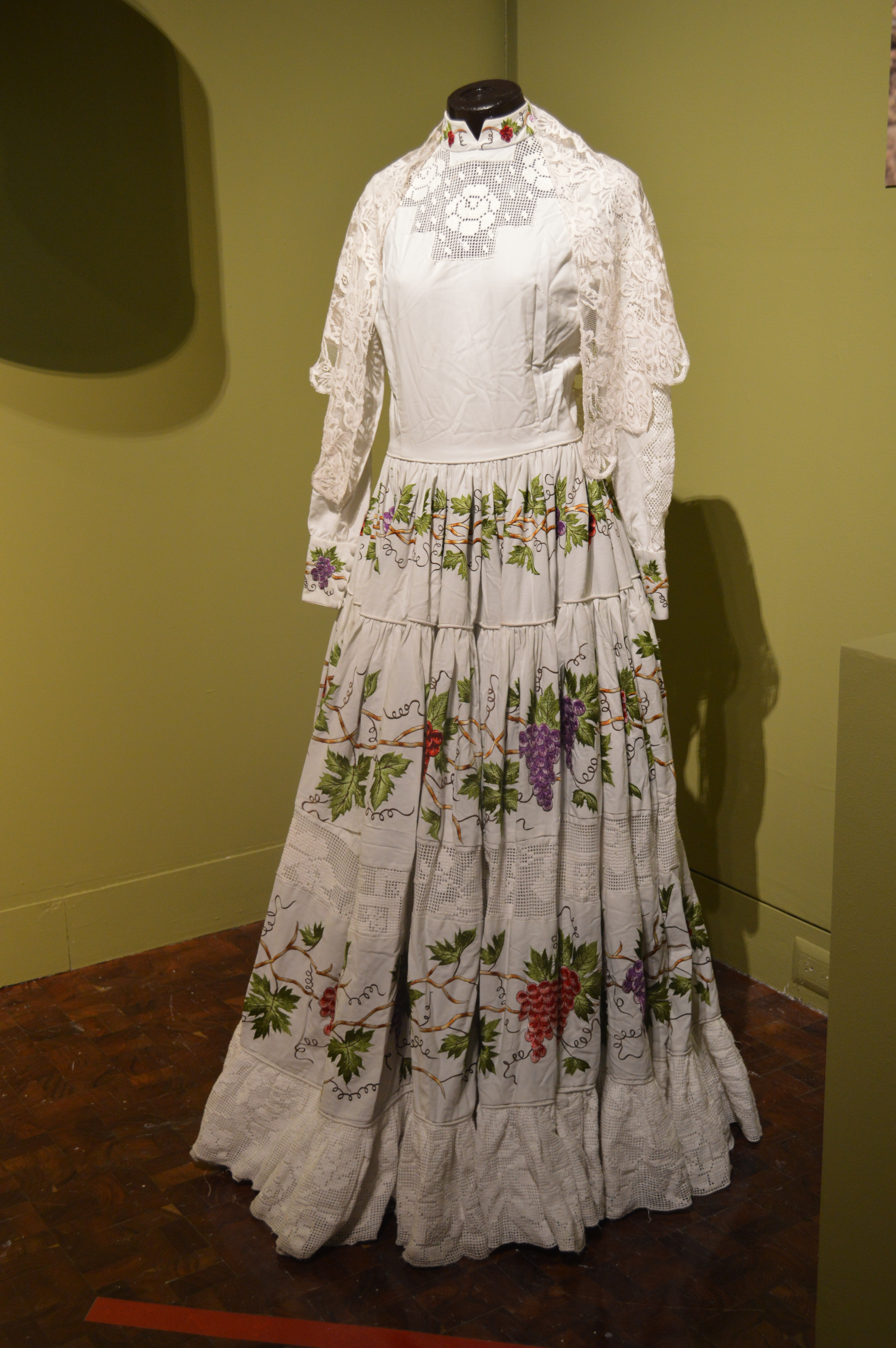
Vestit de popelín brodat amb raïms i fulles de parra.

Segons algunes definicions, el popelín és un teixit amb ordit de seda i trama de filadís, llana o cotó. El terme pot designar teixits diferents segons l'època i la llengua considerades.
Una altra definició fa referència a les característiques físiques del teixit. Segons aquest criteri, en el popelín la densitat de l'ordit seria el doble que la densitat de la trama, provocant un bordonet transversal molt fi.

## Etimologia
Segons alguns, popelín vindria de l'occità o del francès papeline (terme documentat per Emile Littré en 1667), que va evolucionar fins a “popeline”.

## Característiques
El popelín és una variant acanalada teixida segons el lligat de tafetà. Els “nervis” horitzontals de la tela són el resultat de teixir una trama de fils gruixuts (de cotó, poliéster, llana…) sobre un ordit de fils prims (de seda, viscosa o niló).

## Usos més freqüents

Camisa de màniga llarga

Hi ha moltes varietats de popelín. El pes, la consistència i les característiques de la tela depenen del seu contingut en fibres i dels gruix i torsió dels fils que la componen. En cada cas, una variant determinada és més o menys apropiada per a aplicacions concretes.
Els popelins de niló i cotó de pes mig s'usen en la fabricació de faldilles, pantalons i jaquetes. Els popelins de cotó són emprats per a vestits i tapisseria fina. Els popelins de poliéster per a prendes d'abric.

### Camises
Una aplicació consolidada per a fabricació de camises és el popelín amb un 65% de cotó i un 35% de poliéster. El cotó proporciona un tacte agradable i la fibra sintètica permet que les camises s'eixuguin més fàcilment, no es rebreguin tant i es planxin amb més facilitat.